# Campeonato Mundial de Bádminton de 1977
El I Campeonato Mundial de Bádminton se celebró en Malmö (Suecia) en 1977 bajo la organización de la Federación Internacional de Bádminton (IBF) y la Federación Sueca de Bádminton.
Las competiciones se realizaron en el Malmö Isstadion de la ciudad sueca. 

## Medallistas
| Evento               | Oro                                   | Plata                                            | Bronce                                                                               |
| -------------------- | ------------------------------------- | ------------------------------------------------ | ------------------------------------------------------------------------------------ |
| Individual masculino | Flemming Delfs Dinamarca              | Svend Pri Dinamarca                              | Iie Sumirat · Indonesia Thomas Kihlström · Suecia                                    |
| Dobles masculino     | Tjun Tjun Johan Wahjudi Indonesia     | Christian Hadinata Ade Chandra Indonesia         | Bengt Fröman · Thomas Kihlström · Suecia Ray Stevens · Michael Tredgett · Inglaterra |
| Individual femenino  | Lene Køppen Dinamarca                 | Gillian Gilks Inglaterra                         | Hiroe Yuki Japón Margaret Lockwood Inglaterra                                        |
| Dobles femenino      | Etsuko Toganoo Emiko Ueno Japón       | Joke van Beusekom · Marjan Ridder · Países Bajos | Margaret Lockwood Nora Perry Inglaterra Inge Borgstrøm Pia Nielsen Dinamarca         |
| Dobles mixto         | Steen Skovgaard Lene Køppen Dinamarca | Derek Talbot Gillian Gilks Inglaterra            | Michael Tredgett Nora Perry Inglaterra Billy Gilliland Joanna Flockhart Escocia      |

## Medallero
| Núm. | País         | Oro | Plata | Bronce | Total |
| ---- | ------------ | --- | ----- | ------ | ----- |
| 1    | Dinamarca    | 3   | 1     | 1      | 5     |
| 2    | Indonesia    | 1   | 1     | 1      | 3     |
| 3    | Japón        | 1   | 0     | 1      | 2     |
| 4    | Inglaterra   | 0   | 2     | 4      | 6     |
| 5    | Países Bajos | 0   | 1     | 0      | 1     |
| 6    | Suecia       | 0   | 0     | 2      | 2     |
| 7    | Escocia      | 0   | 0     | 1      | 1     |
|      | TOTAL        | 5   | 5     | 10     | 20    |